# Curvabilità
La curvabilità è la proprietà posseduta dai materiali, tra i quali il legno, nell'essere sottoposto, tramite l'applicazione di una sollecitazione esterna, a un curvamento che non ne alteri le caratteristiche salienti.